# Felix Marggraff

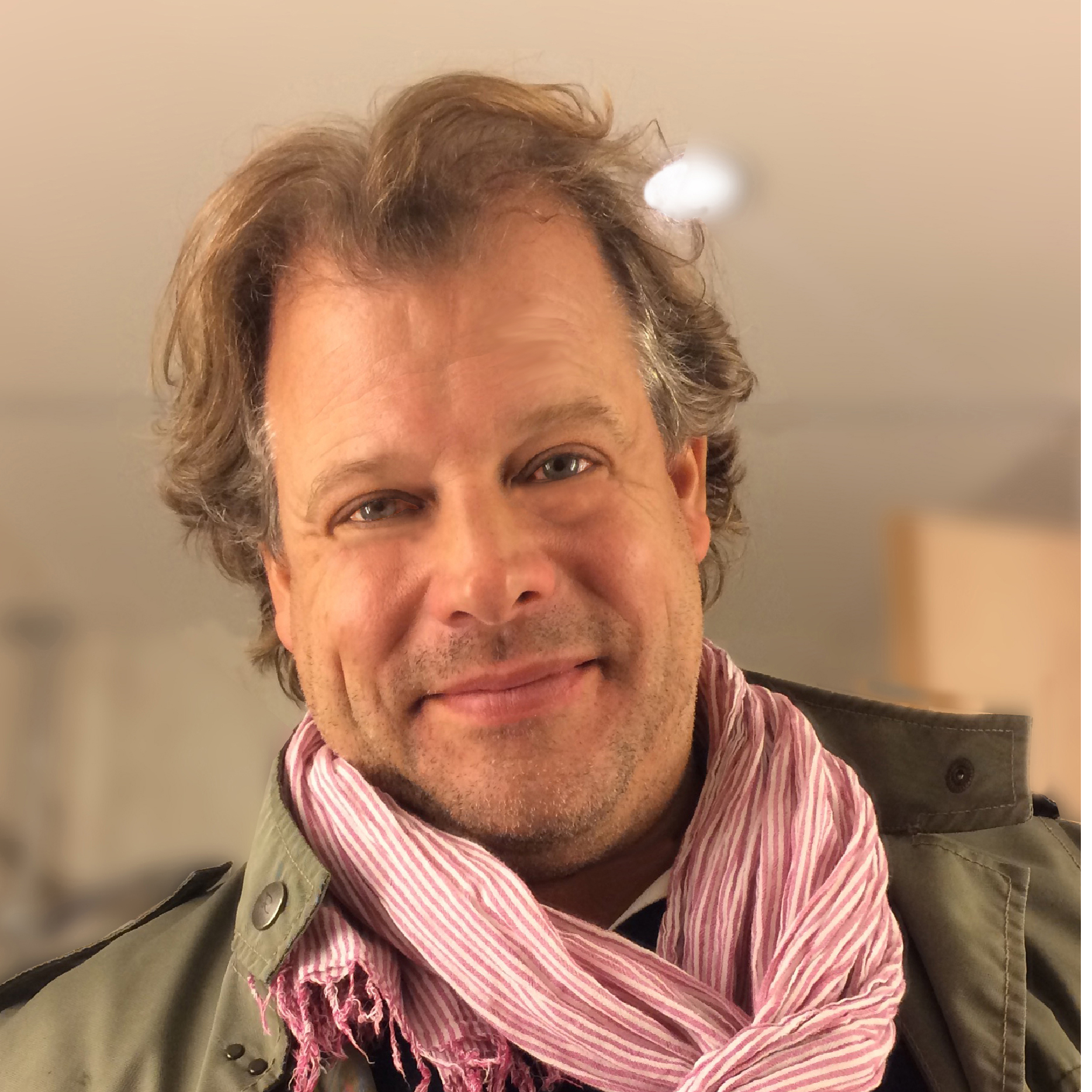
Felix Marggraff

Felix Marggraff (* 6. August 1970 in Bonn) ist ein deutscher Fernsehregisseur für Sport und Events.

## Leben und Werk
Marggraff ist ein Regisseur für internationale TV-Formate.
Sein Hauptfokus liegt im Bereich TV-Sportproduktionen. Das Highlight seiner Arbeit bei internationalen Sportereignissen war die Übertragung des Worldfeeds des Solheim Cups von 2015.

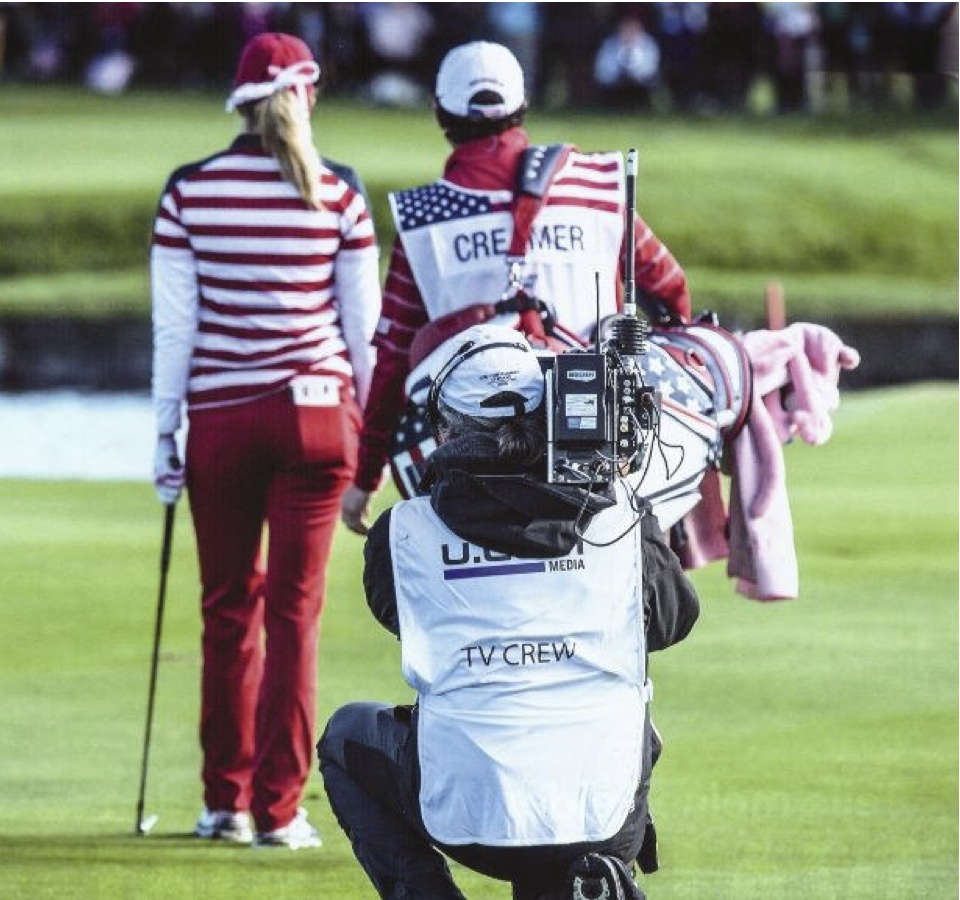
Weltbild Produktion Solheim Cup 2015

Andere Formate, bei denen er in Erscheinung trat, sind die Übertragungen der Golf-Events Duell at Jinsha Lake und The Match at Mission Hills, wo die beiden Weltklasse-Golfer Tiger Woods und Rory McIlroy in China gegeneinander antraten.
Er ist Senior TV Director der Ladies European Tour, wodurch er zu einem der wenigen Golf-Regisseure in Europa zählt.
Im Rahmen der ATP und WTA trat er als Weltbild Regisseur bei diversen Turnieren unter anderem in Estoril, Stuttgart, Hamburg und Düsseldorf auf.
Für seine Leistungen als TV-Live-Regisseur bei den European Games in Baku 2015 erhielt er gemeinsam mit ISB im Rahmen der Sportel 2015 den Golden Podium Award.
Felix Marggraff war zusammen mit seiner Produktionsfirma LMC Live Motion Concept im Rahmen der Olympischen Spiele 2000 in Sydney verantwortlich für die unilaterale Virtuelle Grafik bei den Schwimm-Events.
Hier wurden erstmals grafische Elemente wie eine Weltrekordlinie oder die Namen der Athleten in das live Kamerabild projiziert. Hierzu kamen speziell kalibrierte Stativ-Köpfe und modifizierte Objektive zum Einsatz.
Teilnahmen an weiteren Olympischen Spielen folgten wo LMC unter anderem das Antelope Highspeed Camera System für den Host Broadcaster OBS zur Verfügung stellte.
Die Antelope Kamera Technologie sowie die Marke Antelope wurden 2006 durch Felix Marggraff und die Firma LMC ins Leben gerufen und sind seit je her ein Standard der bei vielen internationalen TV-Produktionen zu finden ist.
Ein weiterer Meilenstein in Marggraff´s Karriere war das Mitwirken bei der Red Bull Air Race World Championship, die er als Team Captain in den Jahren 2004–2010 begleitete.
Er war hier erneut verantwortlich für die virtuelle grafische Darstellung der Rennstrecke, das patentierte Dartfish Analyse Tool sowie zu späterem Zeitpunkt die Bereitstellung der Antelope Kamera Technologie.

## Auszeichnungen/Preise
- Sports Emmy Award 2009 Outstanding Technical Team Remote Red Bull Air Race World Championships
- Golden Podium Award 2015 Innovative Use of HSSM Mini Cameras

## Regiearbeiten (Ausschnitt)
- ATP Tennis, diverse Turniere
- Ladies European Tour Golf, diverse Turniere
- Smart Beach Tour, diverse Turniere
- Schueco Open Golf, Düsseldorf & Hamburg
- The Match at Mission Hills, Mission Hills, Hainan Island, China
- The Duel at Jinsha Lake, Zhengzhou, Henan Province, China
- European Games 2015, Baku, Azerbaijan
- Solheim Cup 2015, Sankt Leon Rot, Deutschland
- European Games 2019, Minsk, Belarus